# فرانسیسکو دی زورباران
فرانسیسکو دی زورباران (اسپانیایی: Francisco de Zurbarán‎؛ تعمید ۷ نوامبر ۱۵۹۸ – ۲۷ اوت ۱۶۶۴) یک نقاش اهل اسپانیا بود.وی بیشتر به‌دلیل خلق آثار از شخصیت‌های دینی نظیر راهب‌ها و راهبه‌ها و خلق آثار طبیعت بی‌جان مشهور است.

## نگارخانه

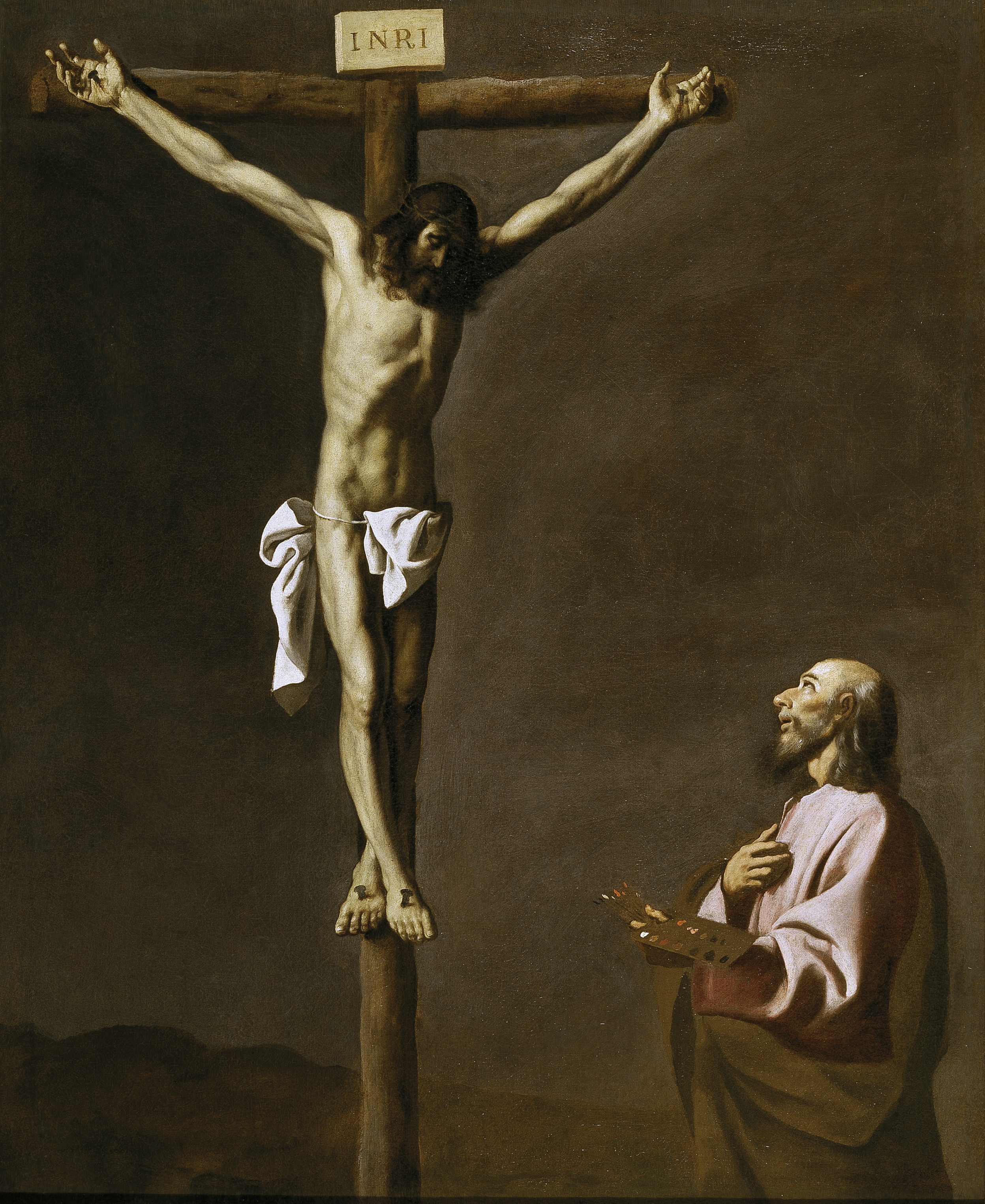
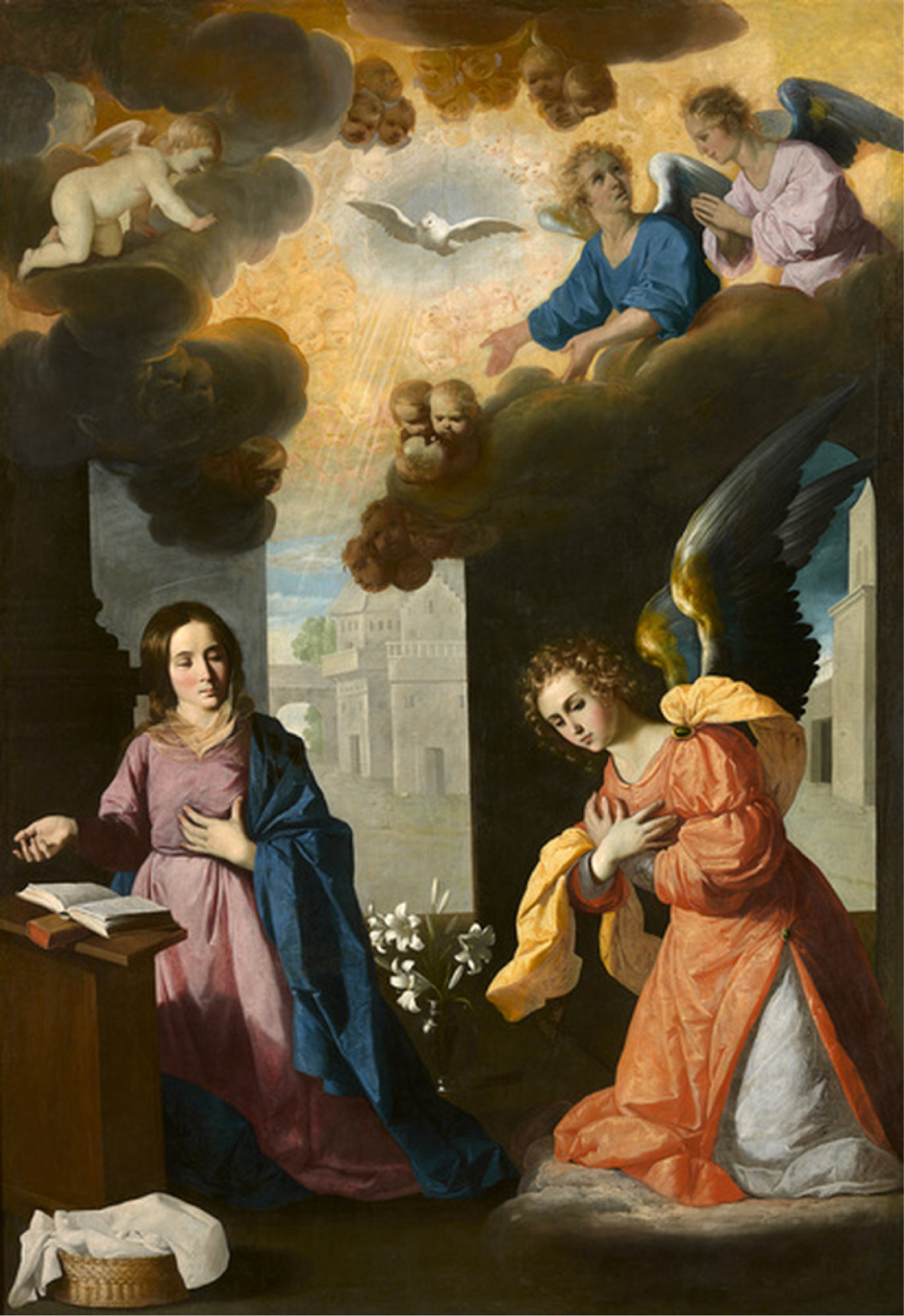
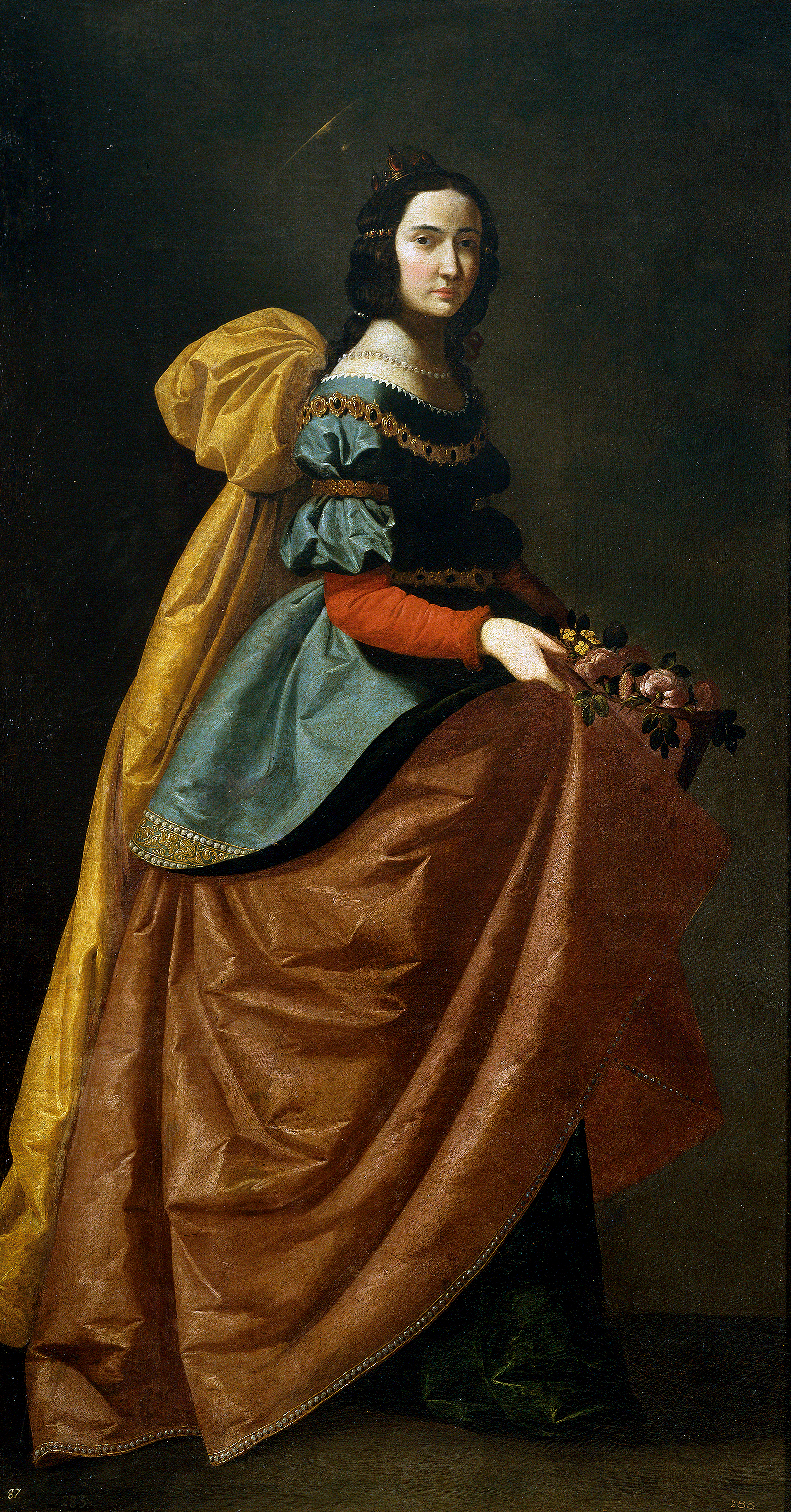
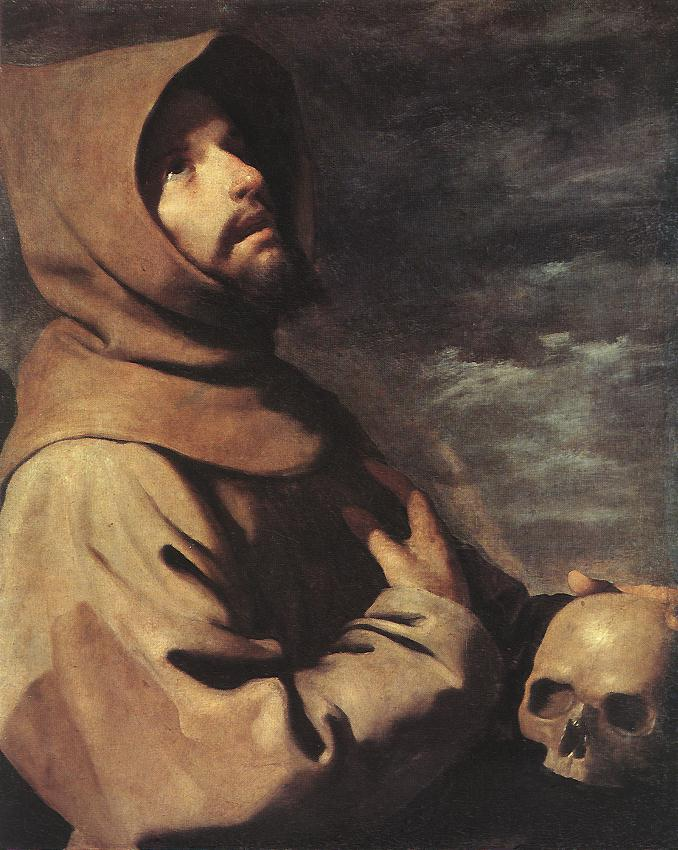
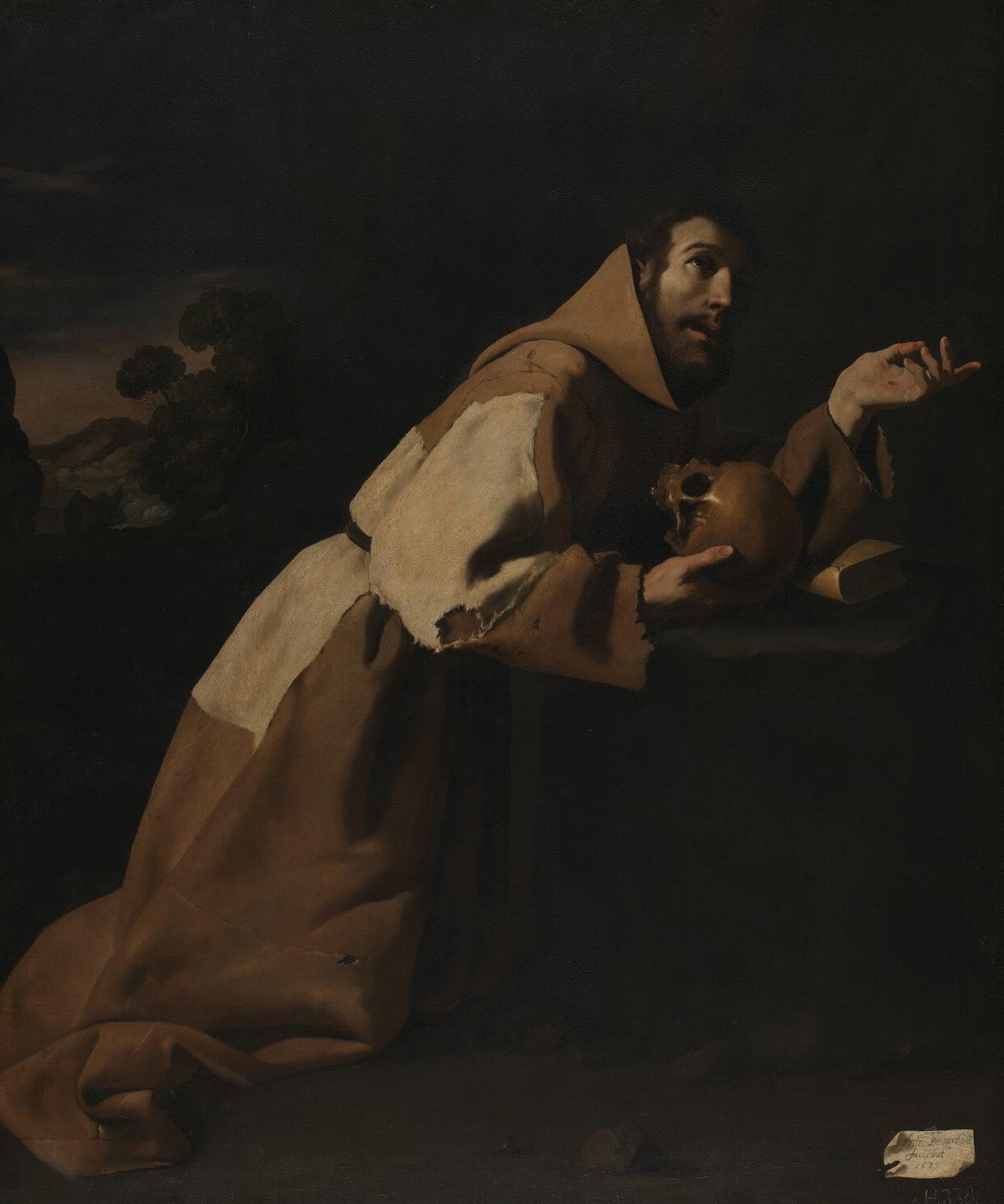
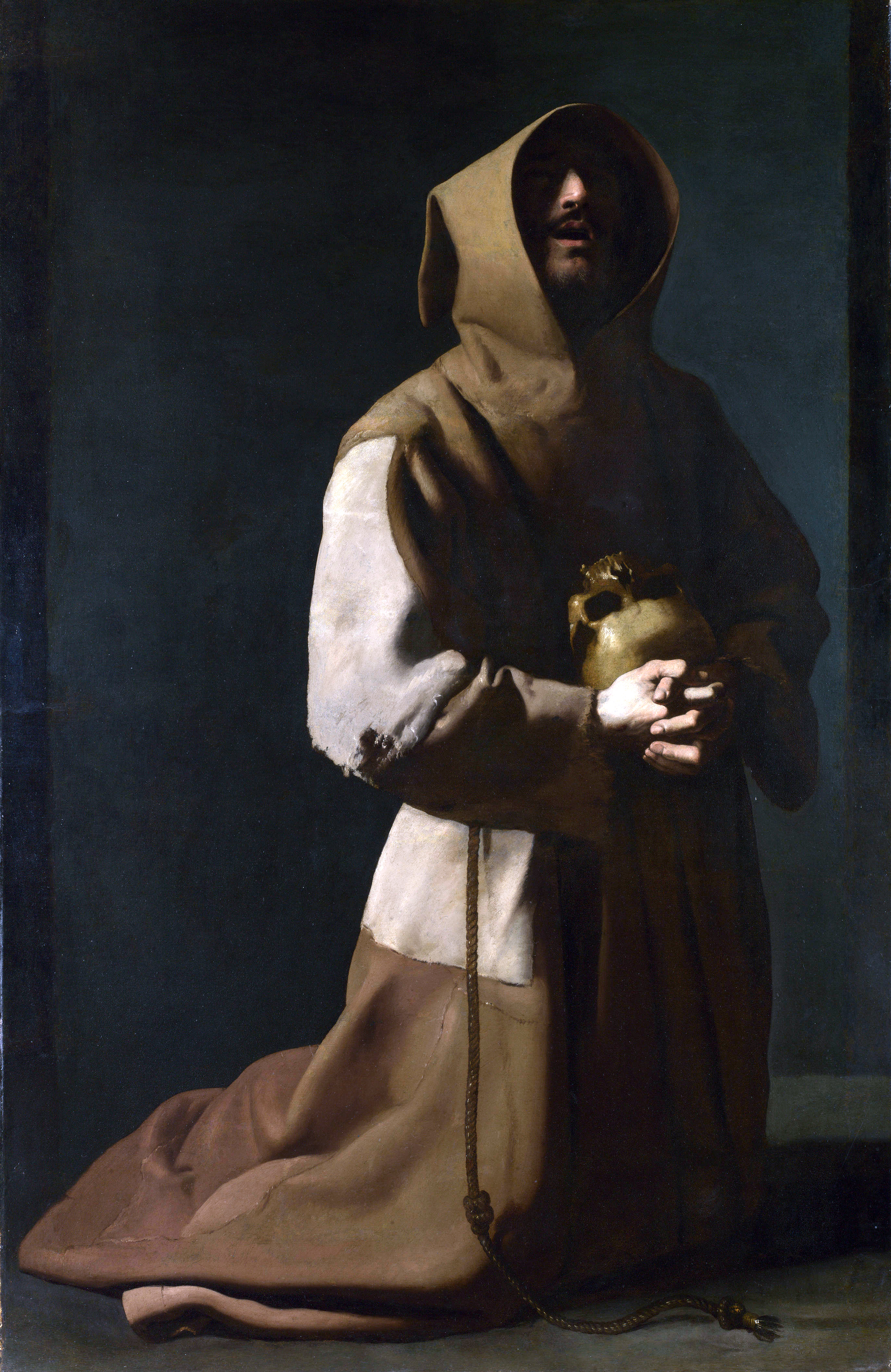
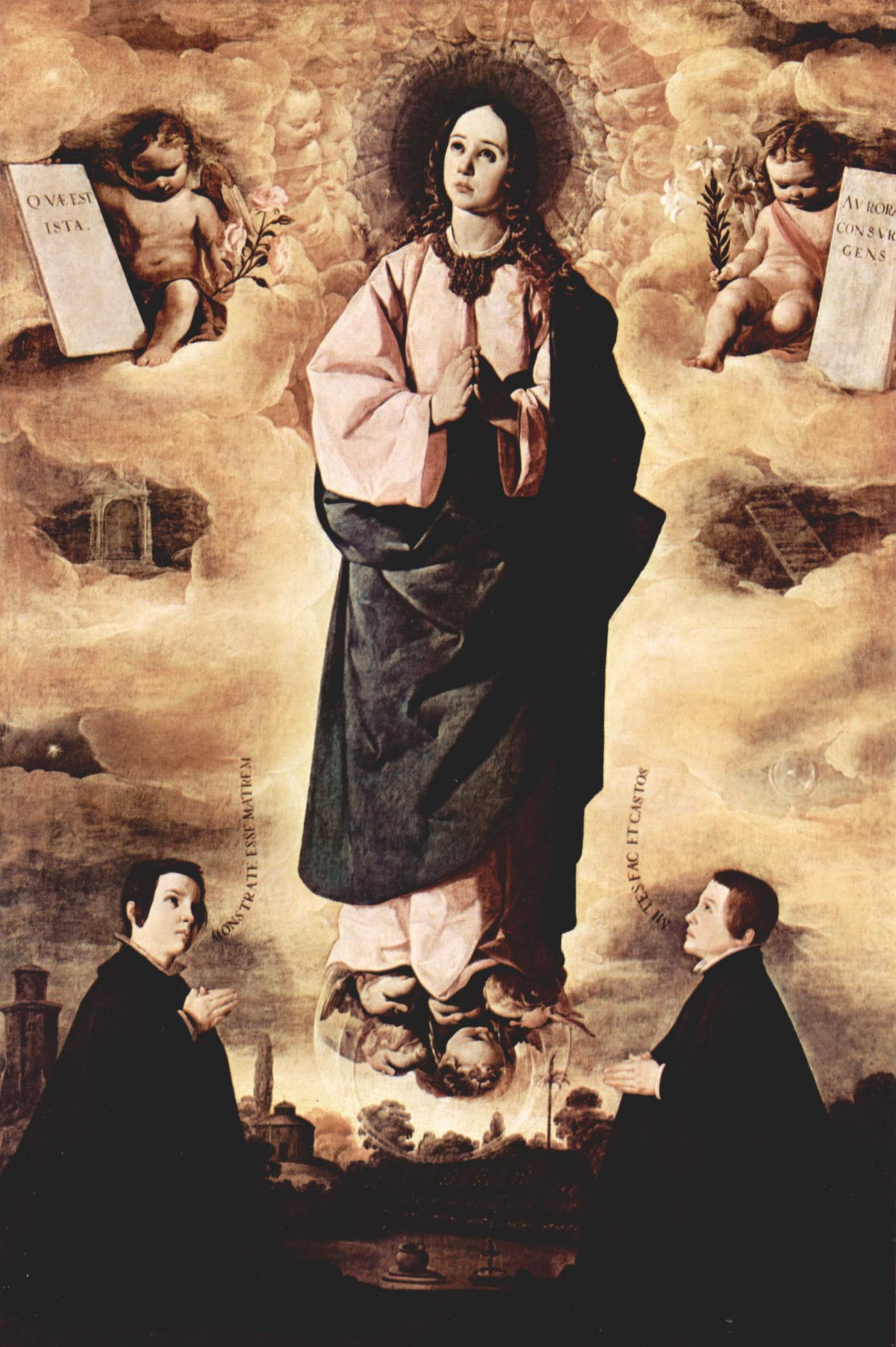
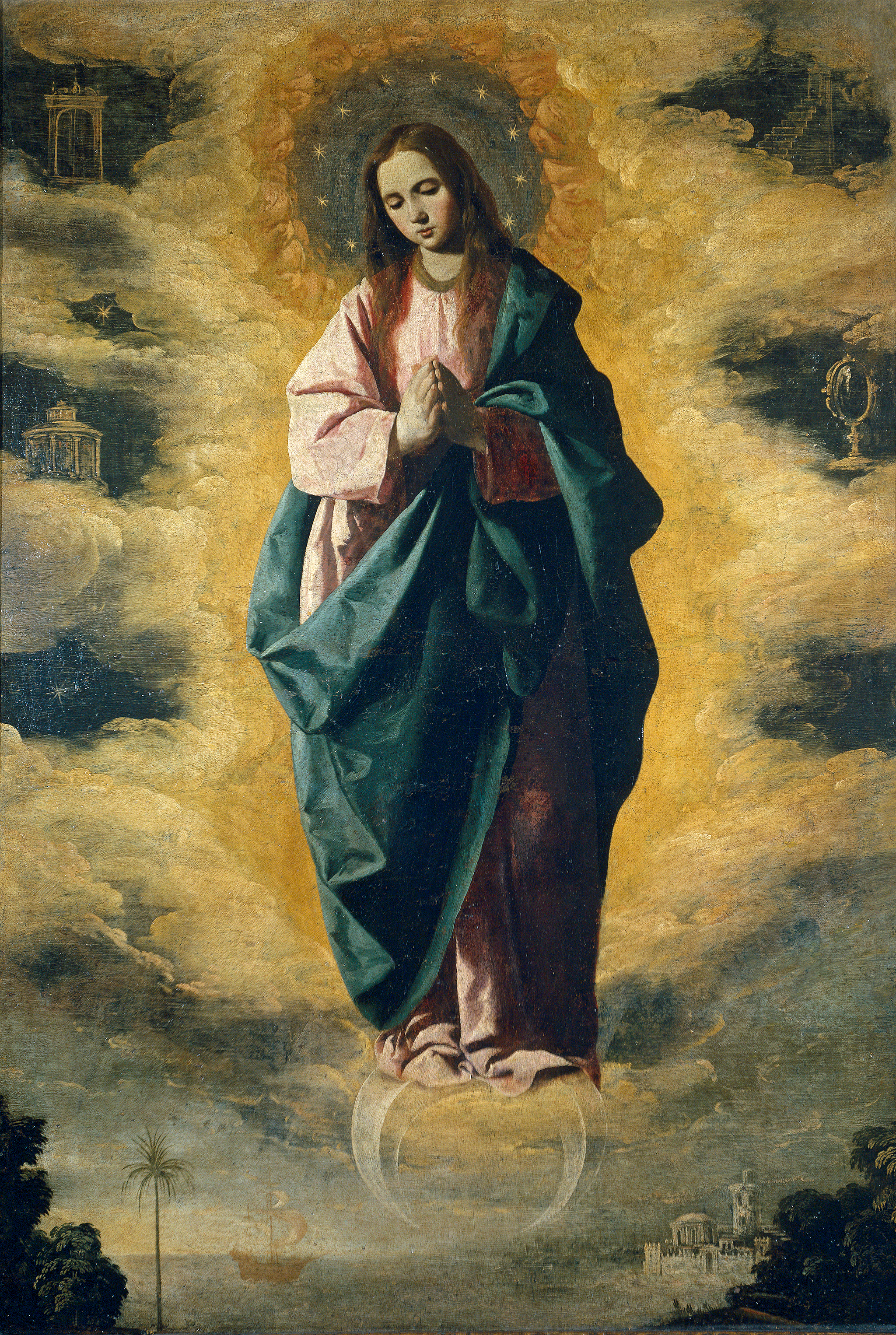
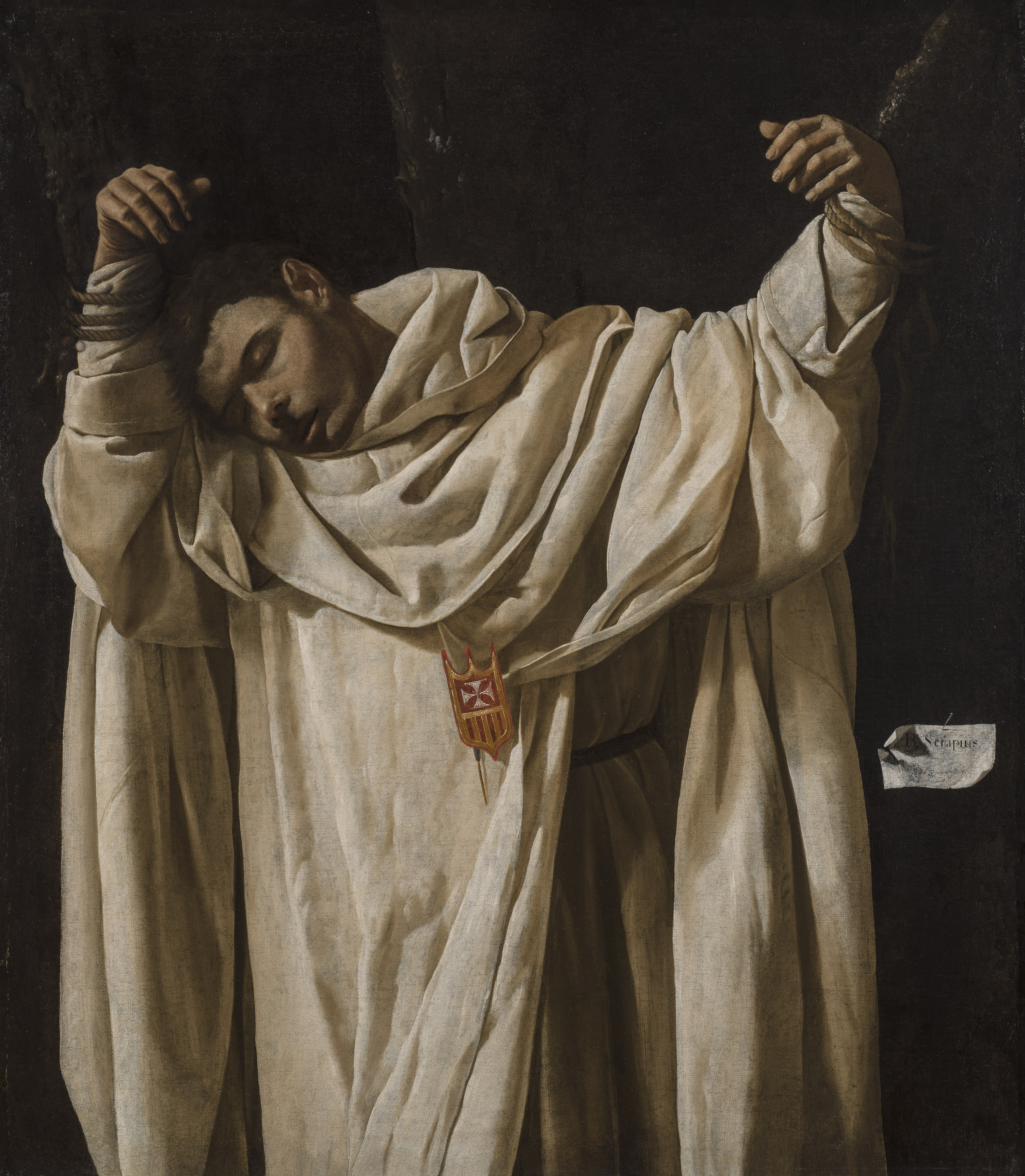
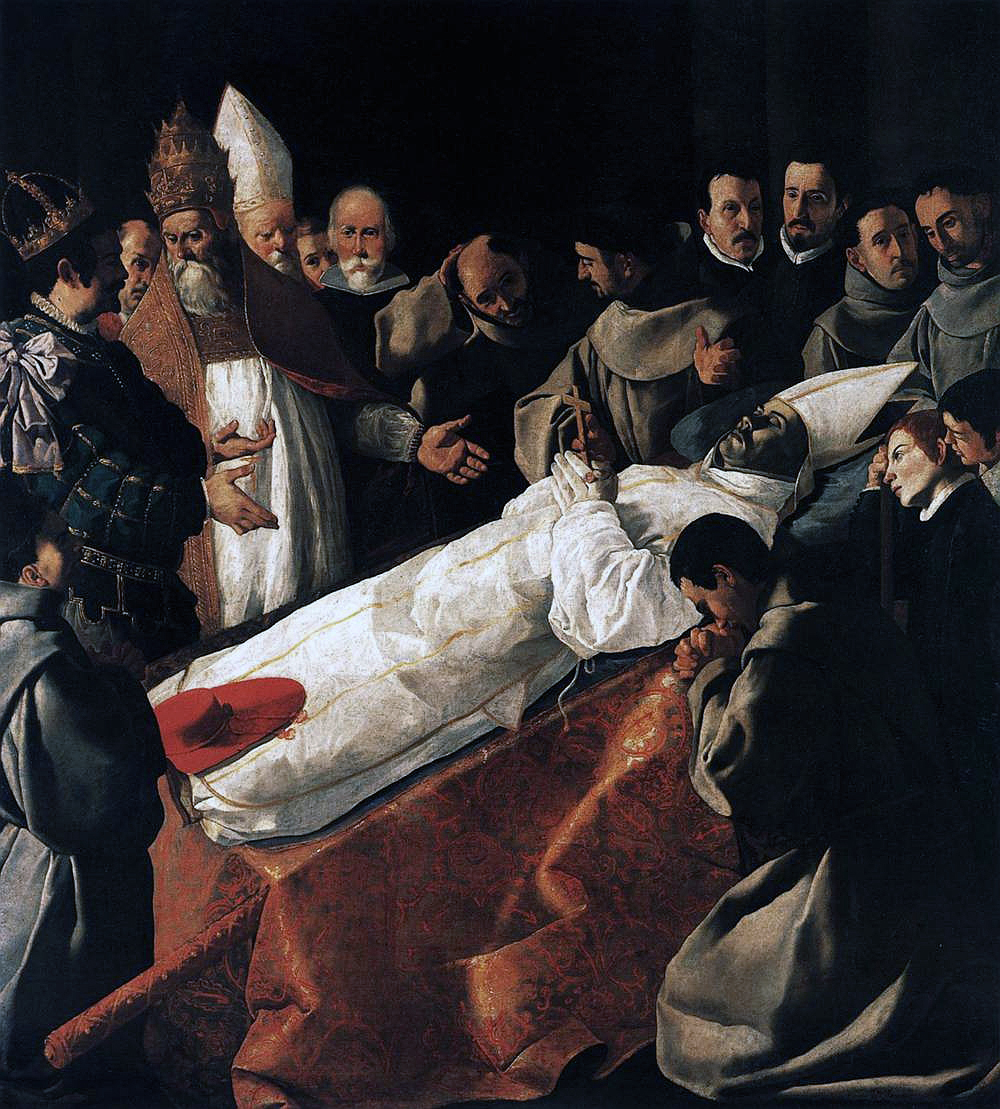
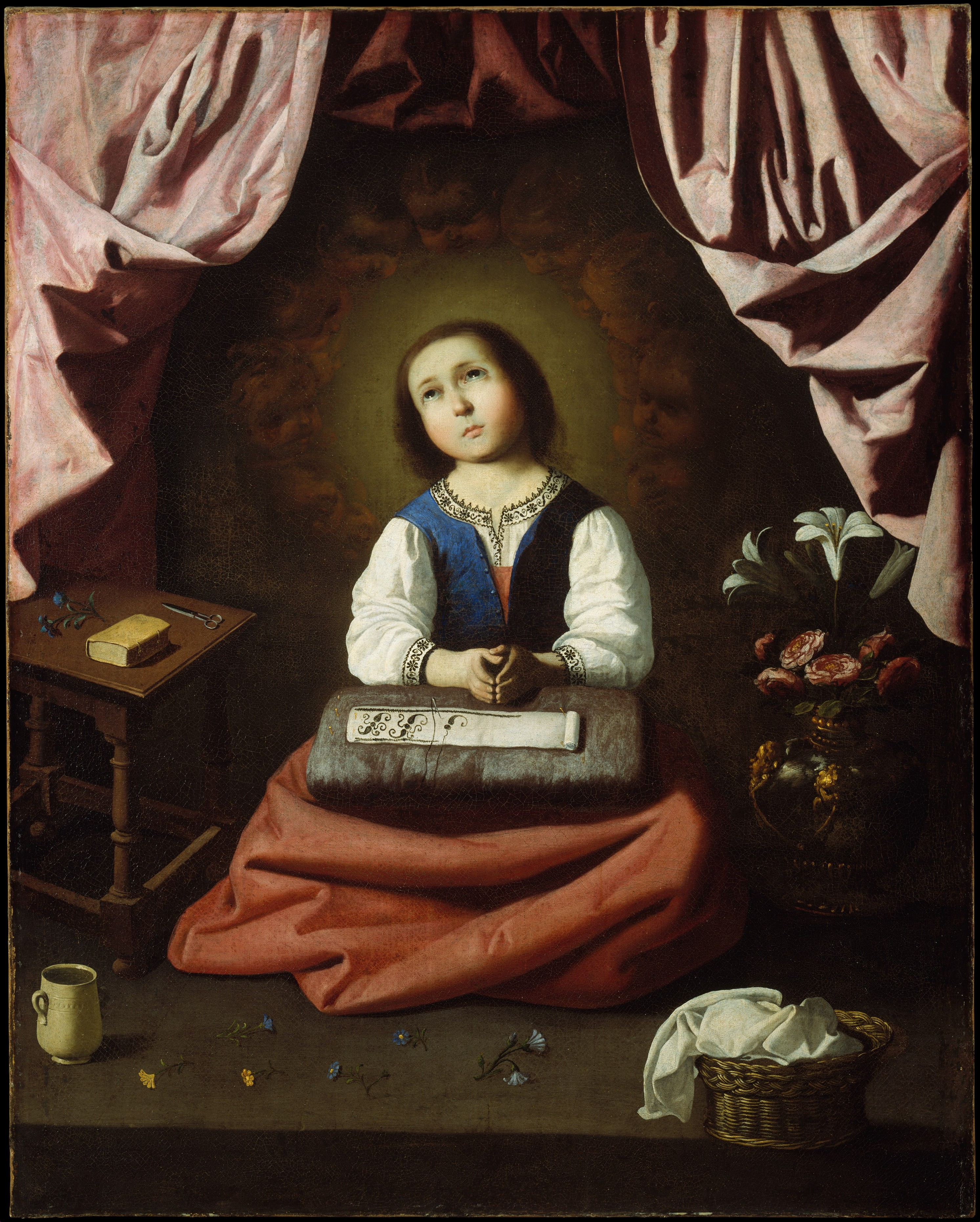
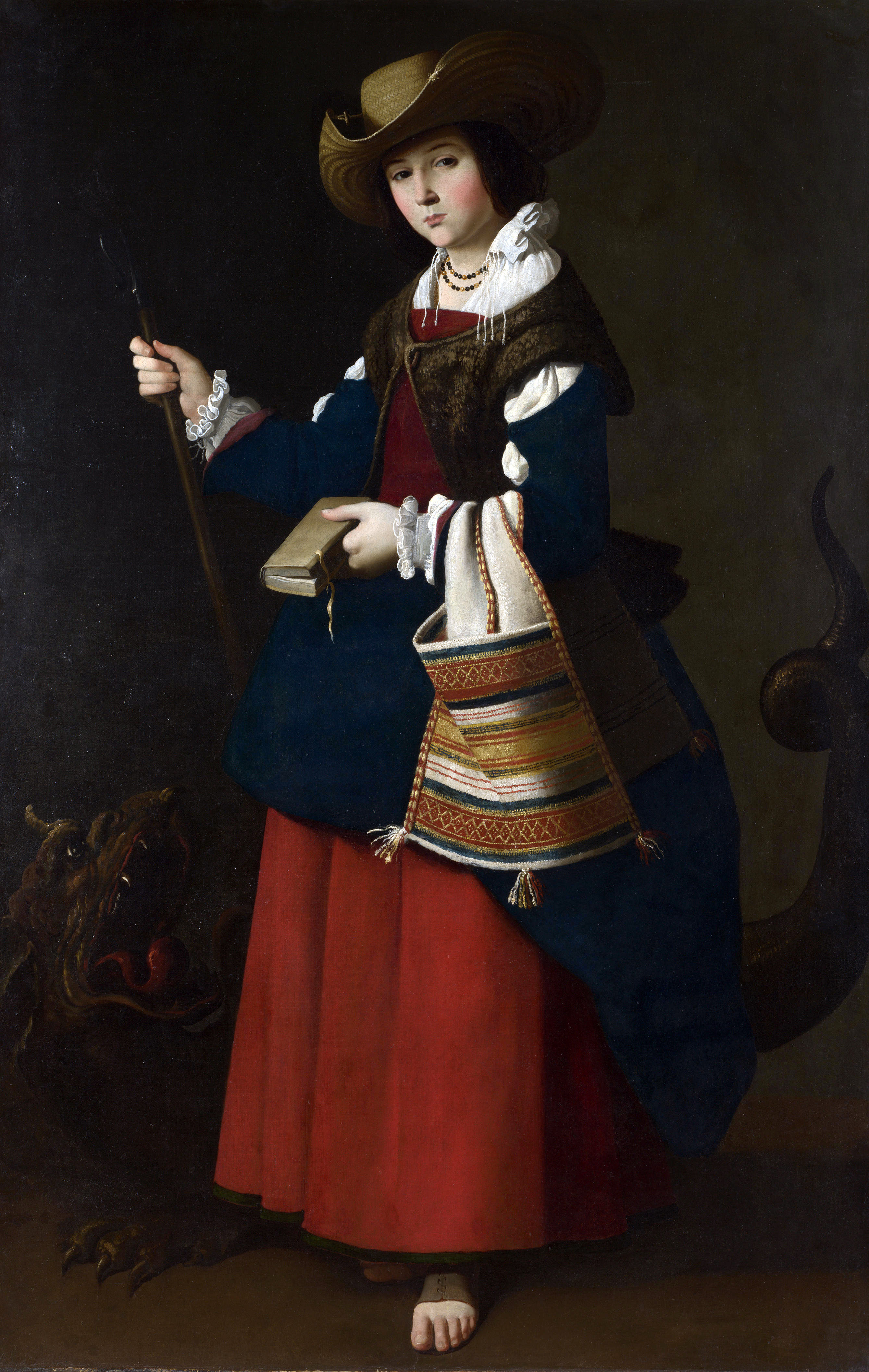
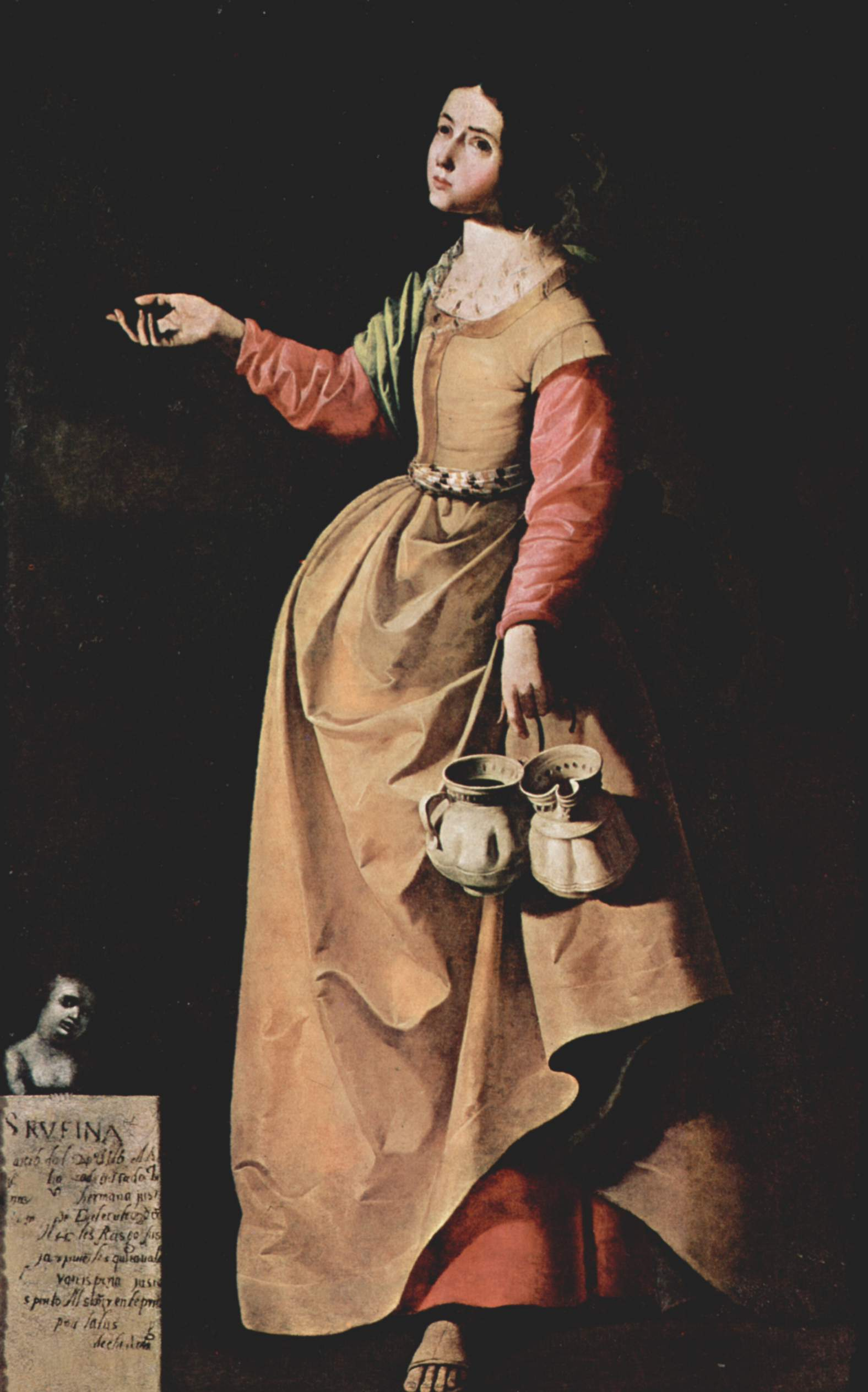
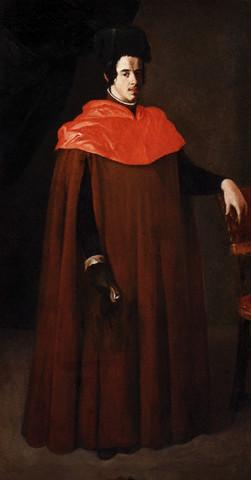
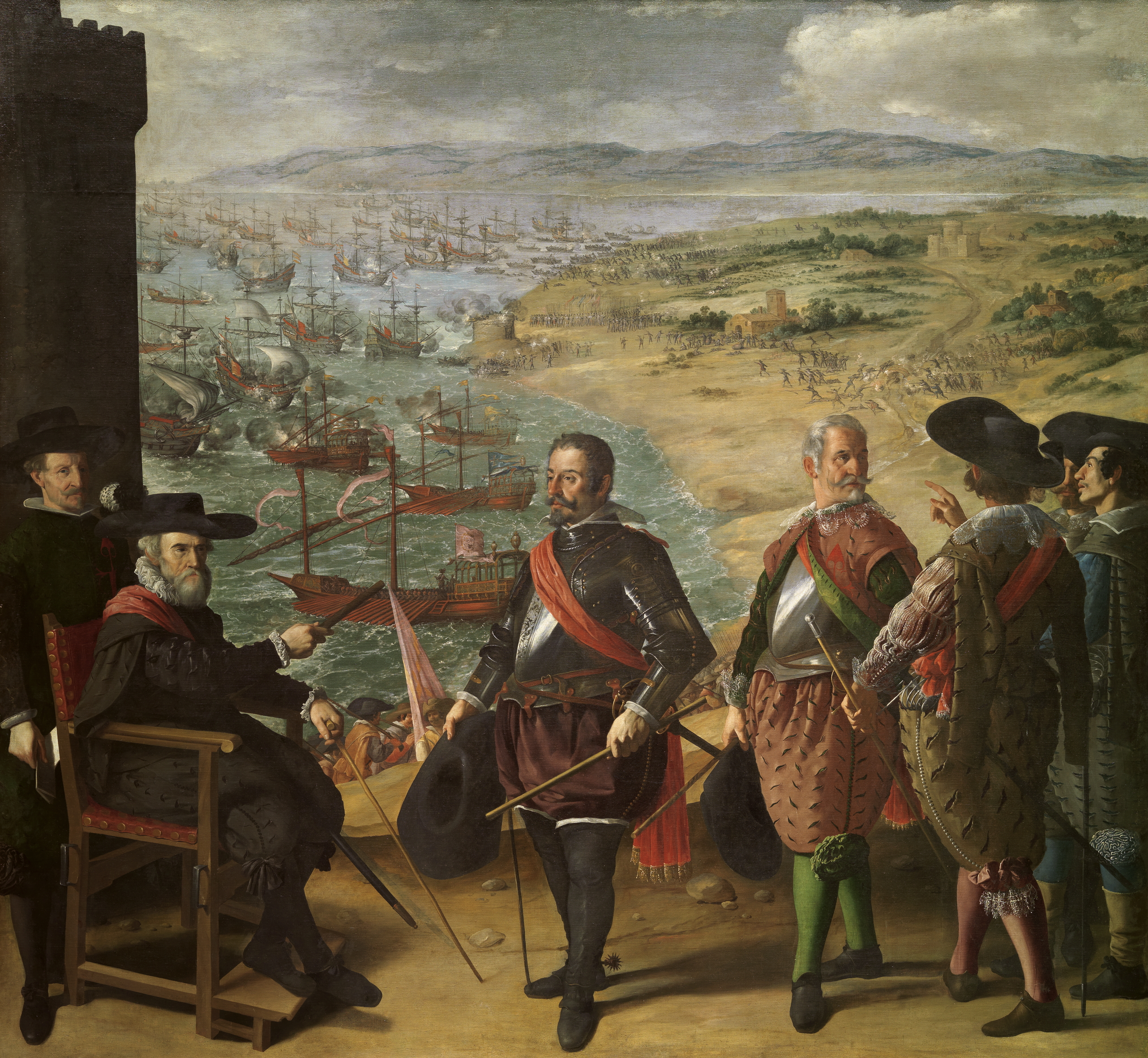
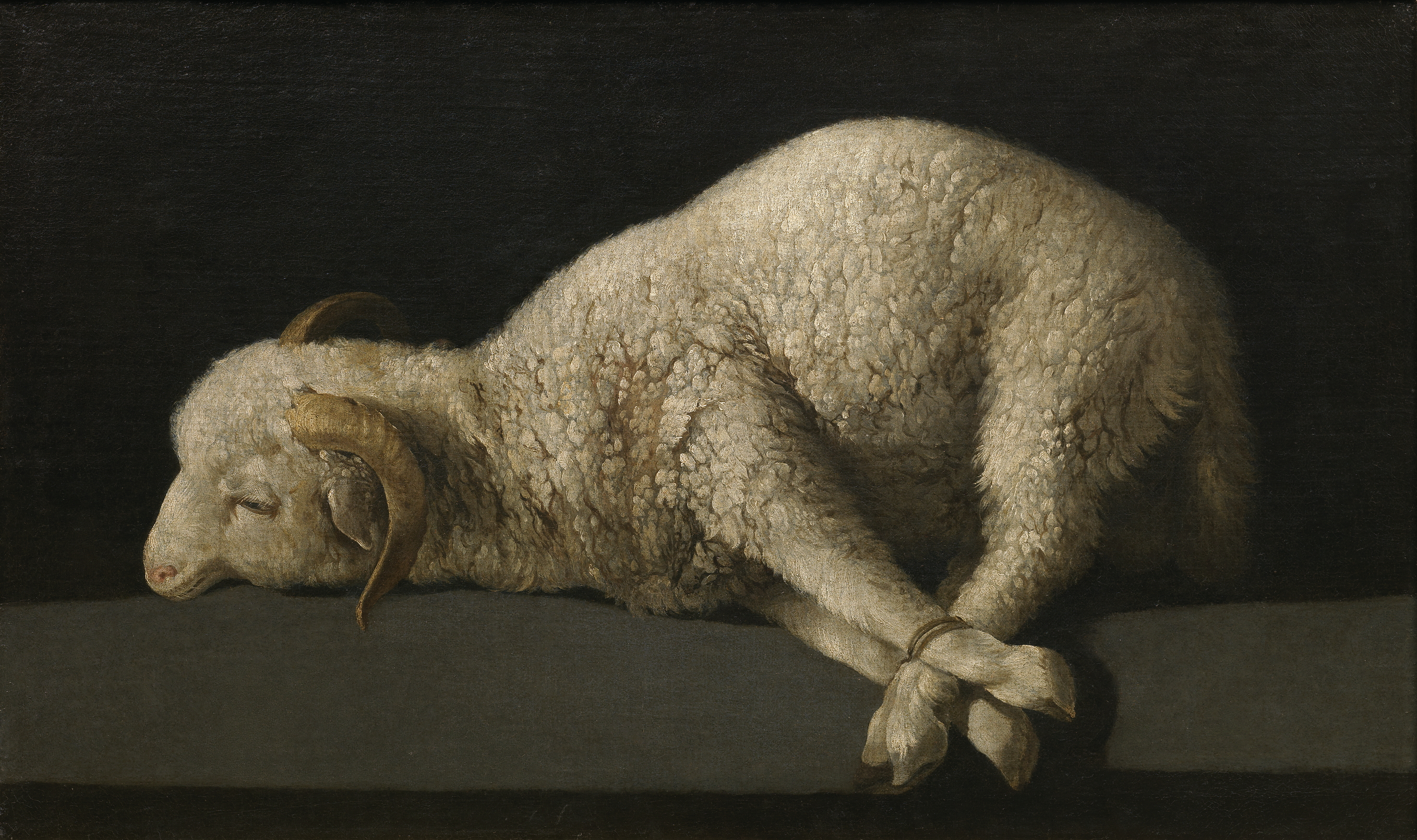
برهٔ خدا۱۶۳۵-۱۶۴۰ م.موزه دل پرادو
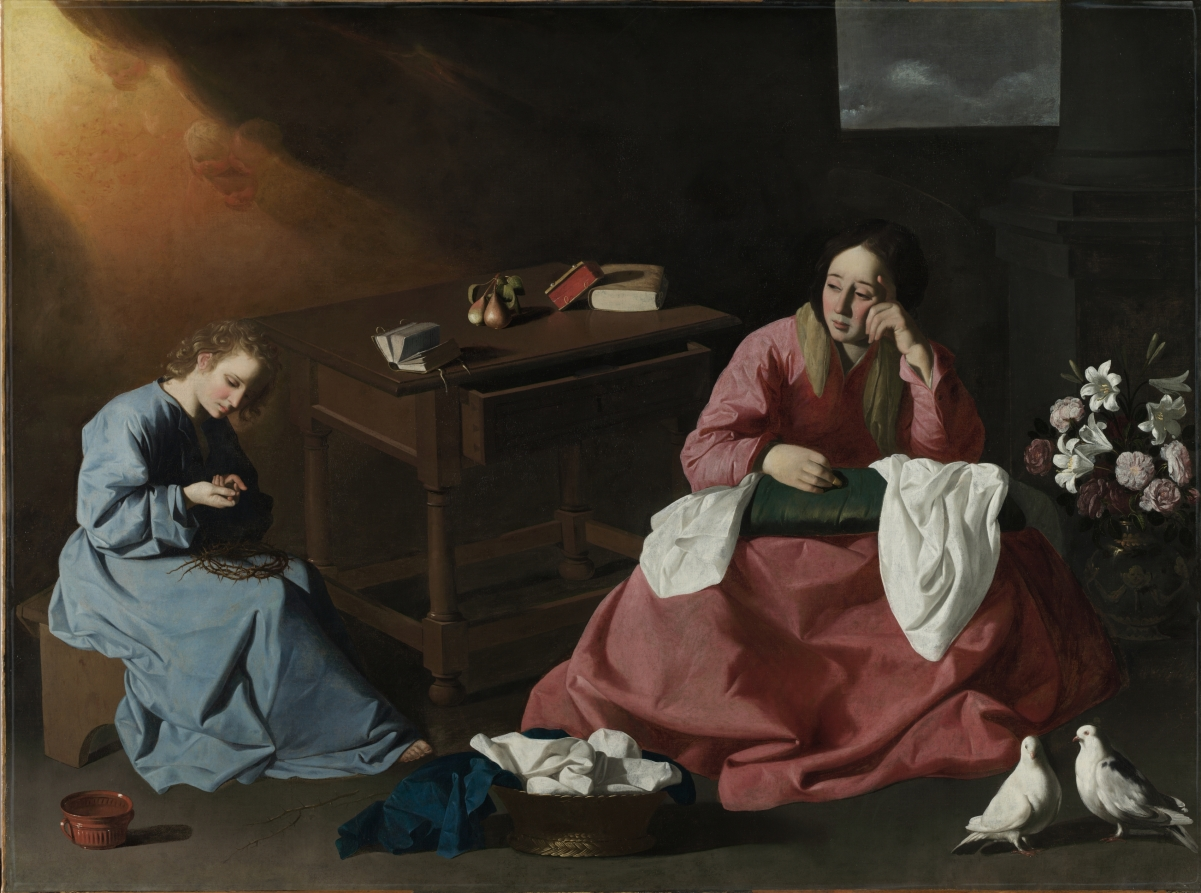
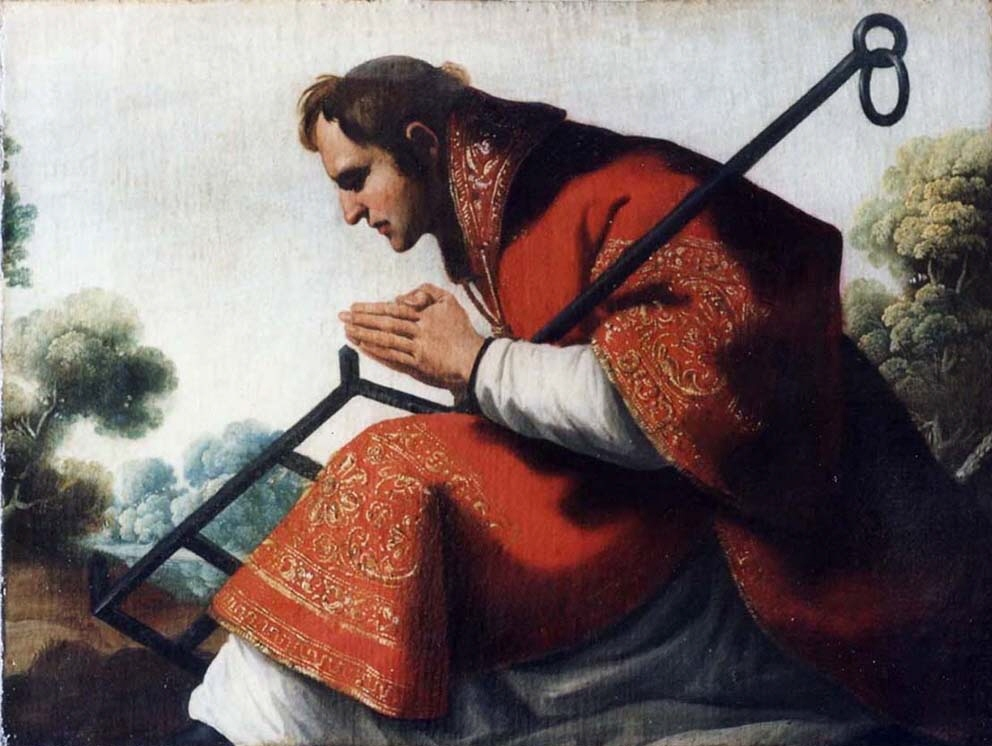
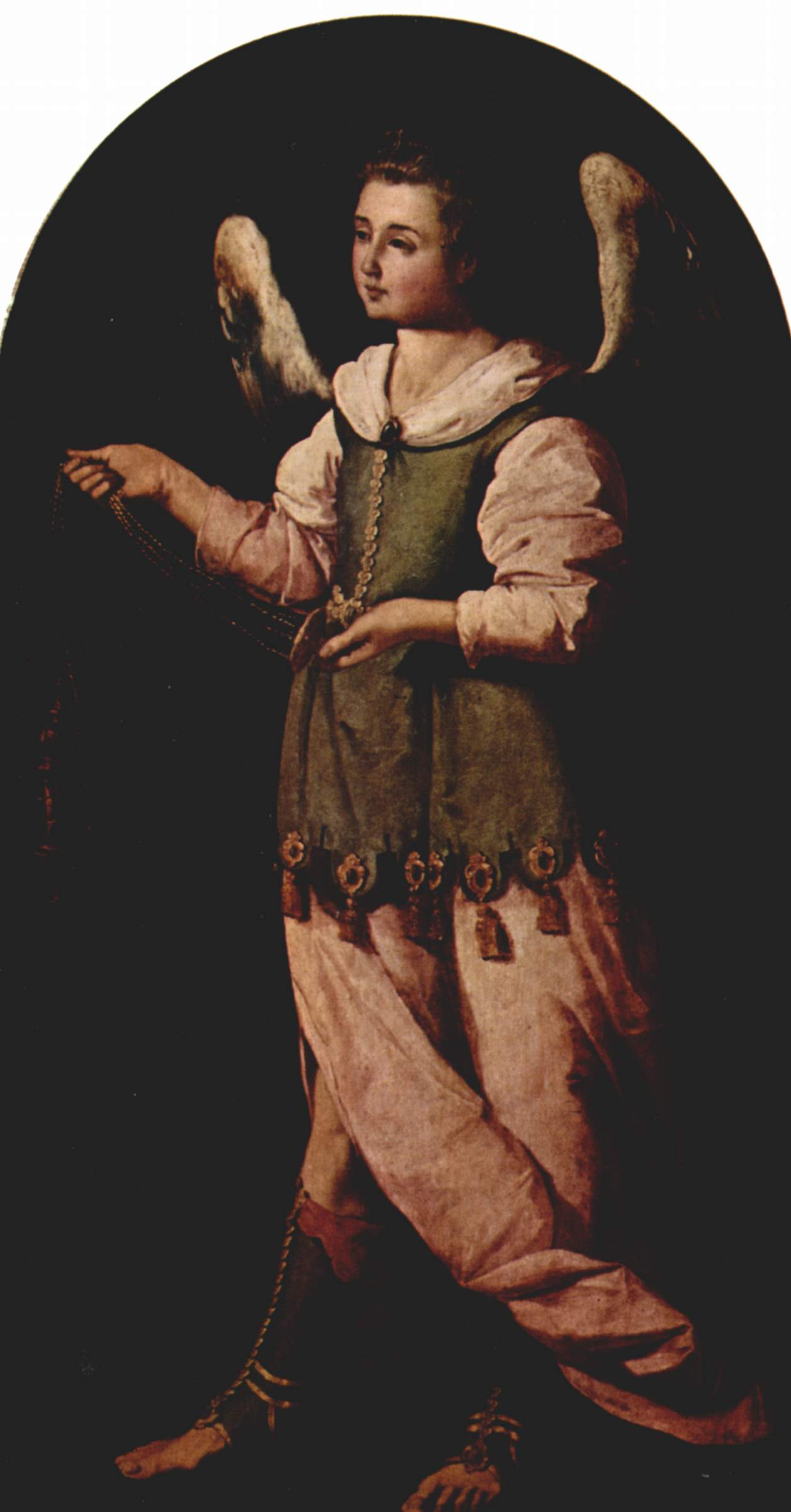

- برهٔ خدا
۱۶۳۵-۱۶۴۰ م.
موزه دل پرادو